# Encruzilhada do Sul
Encruzilhada do Sul este un oraș în Rio Grande do Sul (RS), Brazilia.